# Değirmentepe
Değirmentepe o Değirmentepe Hüyük és un jaciment arqueològic que es troba a 50 km al nord del riu Eufrates i a 24 km al nord-est de la província de Malatya, a l'est d'Anatòlia. Ara està submergit a la zona de l'embassament de les preses de Karakaya i Atatürk. Les excavacions de rescat es van dur a terme el 1978 sota la supervisió d'Ufuk Esin de la Universitat d'Istanbul i es van interrompre el 1989 per la inundació de les preses.
En aquest túmul s'han descobert quatre capes arqueològiques les dates de les quals estan determinades per tècniques com C14 i rastres de fusió:
- Edat mitjana (període romà-romà d'Orient tardà).
- Edat del ferro (1000 aC).
- Edat del bronze antiga I (cultura Karaz o Khirbet Kerak, finals del mil·lenni iv - inicis del mil·lenni iii aC).
- Edat calcolític (període Obeid, segona meitat del mil·lenni v aC).

El nivell de Değirmentepe calcolític d'Obeid-4 de la segona meitat del mil·lenni v aC, del qual els jaciments de Tülintepe, Seyh Hüyük i Kurban Hüyük són contemporanis, conté esquelets d'adolescents amb crani deformat. Les restes d'aquesta fase cultural pertanyent al Calcolític estan relativament ben conservades. No obstant això, sí que es van produir greus danys causats per les inundacions puntuals de l'Eufrates, especialment a les estructures arquitectòniques i al cementiri. No s'observen deformitats cranials en restes humanes descobertes i identificades en períodes de l'edat del ferro i nivells medievals de Değrentepe.
El període calcolític d'aquest antic poble es caracteritza per les cases rectangulars de maó de fang que es comuniquen entre si. Veiem l'aparició d'animals domèstics com gossos, ovelles, cabres, porcs i bovins al començament del Calcolític. L'ordi, el blat, la civada i els pèsols eren les plantes més conreades.
Al lloc s'han trobat moltes ceràmiques característiques de la cultura Obeid. Els arqueòlegs hi han descobert 450 segells que indiquen activitats comercials intensives i gestió de la producció.

## Metal·lúrgia
S'ha revelat una forta evidència d'activitats metal·lúrgiques als nivells del 9 al 6, que daten del període Obeid, i especialment al nivell 7 (4166 +/- 170 cal aC). A tot el jaciment s'havien recuperat fogueres o forns de tir natural, escòries, minerals i pigments. Això va ser en el context dels complexos arquitectònics típics de l'arquitectura del sud de Mesopotàmia.
Inusualment, les activitats metal·lúrgiques al lloc sembla que s'han limitat a la fusió i fosa d'objectes de coure. Els objectes de coure arsenical es van fabricar clarament al lloc, però els aspectes tecnològics d'aquestes produccions encara no estan clars. Això es deu al fet que la fosa primària del mineral sembla que s'ha dut a terme en un altre lloc, potser ja als jaciments miners. Per tant, queden preguntes sobre si l'arsènic ja estava present o no als minerals, o si s'hi va afegir més tard.
En canvi, el lloc relacionat de Norşuntepe proporciona un millor context de producció i demostra que alguna forma d'aliatge d'arsènic s'estava produint efectivament al mil·lenni iv aC. Com que l'escòria identificada a Norşuntepe no conté arsènic, això significa que es va afegir arsènic per separat.